# Alexander Sullmann
Alexander Peter Sullmann Pilser (Bolzano, 19 gennaio 1990) è un hockeista su ghiaccio italiano, milita come difensore nell'Hockey Unterland Cavaliers, squadra della Alps Hockey League.
Anche il fratello minore Michael è un giocatore di hockey su ghiaccio.

## Palmarès

### Club
- Inter-National-League: 1

Egna: 2013-2014
- Coppa Italia: 3

Caldaro: 2018-2019
Unterland: 2020-2021, 2021-2022